# كريف العرش (السبرة)

تعديل مصدري - تعديل

كريف العرش محلة تابعة لقرية الدمينة، التابعة لعزلة عينان بمديرية السبرة إحدى مديريات محافظة إب في الجمهورية اليمنية.، بلغ تعداد سكانها 51 حسب تعداد اليمن لعام 2004.